# Lauricius hooki
Lauricius hooki är en spindelart som beskrevs av Willis J. Gertsch 1941. Lauricius hooki ingår i släktet Lauricius och familjen Tengellidae. Inga underarter finns listade i Catalogue of Life.